# Oruam
Mauro Davi dos Santos Nepomuceno (Rio de Janeiro, 1 de março de 2000), mais conhecido como Oruam, é um rapper, cantor e compositor brasileiro.

## Carreira
Oruam ganhou destaque após lançar sua primeira música, chamada "Invejoso", com as participações de Chefin, Jhowzin e Raffé. Após o feito, em 2022 o cantor assinou com a gravadora Mainstreet, criada por Orochi. Desde então, Oruam tem acumulado vários outros hits, com milhões de acessos em todas as plataformas digitais.
Todo esse sucesso fez com que Oruam conquistasse a premiação "Revelação do Trap" em 2022, que foi realizado pela Sobre Funk.
Em março de 2024, se apresentou no Lollapalooza, em São Paulo. No festival, Oruam usou uma camisa com a palavra "liberdade" e uma fotografia do pai, o traficante Marcinho VP, preso desde os anos 1990. Durante a apresentação, o rapper salientou publicamente o pedido de liberdade para o pai, gesto que repercutiu nas redes sociais e na mídia. Camisas semelhantes estão presentes na identidade visual do seu primeiro álbum de estúdio, lançado em fevereiro de 2025.

## Projeto de Lei anti-Oruam
Em 23 de janeiro de 2025, a vereadora da cidade de São Paulo Amanda Vettorazzo protocolou um projeto de lei que proíbe a prefeitura de contratar ou apoiar eventos envolvendo apologia ao crime e organizações criminosas. A vereadora alegou sofrer ameaças por parte do público de Oruam, motivo pelo qual a vereadora fez boletim de ocorrência. Posteriormente, o deputado Kim Kataguiri anunciou a propositura de um projeto de lei semelhante a nível federal, que recebeu a alcunha "anti-Oruam".

## Vida pessoal
Criado na favela Cidade de Deus, ele é filho de Marcinho VP, um dos lideres do Comando Vermelho, que se encontra preso. Estudou psicologia na Universidade Estácio de Sá, mas abandonou a graduação após alcançar sucesso em sua carreira musical.
Oruam foi criado pela mãe, Márcia, dentro de uma família evangélica, tendo expressado sua fé em 2022, em seu primeiro single lançado pela Mainstreet Records, Terra Prometida, posteriormente regravado por João Gomes. Sua irmã, Débora Gama, é cantora gospel, enquanto seu irmão Lucas é empresário e agencia sua carreira.
Oruam já se referiu a Elias Maluco como seu tio, e possui em seu corpo tatuagens com o rosto do traficante e de Marcinho VP.
O cantor residiu em uma mansão alugada no bairro do Joá, no Rio de Janeiro, mas a família entregou o imóvel de volta ao proprietário após seis meses de atrasos no aluguel.

## Prisões
Em 20 de fevereiro de 2025, Oruam foi preso na orla da Barra da Tijuca, na Zona Oeste do Rio de Janeiro durante uma blitz, após realizar um cavalo de pau em frente a um carro da Polícia Militar, sendo encaminhado a 16.ª Delegacia de Polícia Civil no bairro. Ele foi autuado em flagrante por direção perigosa e liberado na noite do mesmo dia após pagar uma fiança de 60 mil reais. Além disso, foi constatado que dirigia com a Carteira Nacional de Habilitação suspensa.
No dia seguinte à prisão, surgiram especulações de que o cantor teria forçado a situação como uma estratégia de marketing. O jornal O Globo reportou que amigos do artista teriam gravado a ação de forma discreta, e que as imagens poderiam ser incluídas em um videoclipe de músicas inéditas. A controvérsia intensificou-se após o cantor anunciar o lançamento de um novo álbum, poucas horas após ser detido, no dia 20.
Em 26 de fevereiro do mesmo ano, Oruam foi preso novamente, desta vez por abrigar o traficante foragido Yuri Pereira Gonçalves em sua mansão na Zona Oeste do Rio de Janeiro. Durante a operação de busca e apreensão conduzida pela Delegacia de Repressão a Entorpecentes (DRE) da Polícia Civil, as autoridades encontraram Yuri portando uma pistola 9 mm com kit-rajada e munição. Oruam foi liberado por volta das 10h40 do mesmo dia, após assinar um termo circunstanciado. Aos jornalistas, declarou que seu amigo Yuri não é traficante e que a bala usada em um vídeo recente era de borracha.
Em 22 de julho, o Plantão Judiciário do Tribunal de Justiça do Rio de Janeiro decretou a prisão preventiva de Oruam, após seu indiciamento por tráfico de drogas, associação ao tráfico, resistência, desacato, dano, ameaça e lesão corporal. A medida foi motivada pela conduta do rapper ao impedir a apreensão de um adolescente identificado como Menor Piu procurado por tráfico e roubo, segundo a Polícia Civil. Na tarde do mesmo dia, Oruam se entregou à polícia. Antes disso, ele havia declarado nas redes sociais que provaria que "não é bandido". Após passar por audiência de custódia no dia seguinte, foi transferido pra Bangu, onde permanecerá preso até o julgamento.
No dia 30 do mesmo mês, o Ministério Público do Estado do Rio de Janeiro (MPRJ) denunciou Oruam por 7 crimes: tentativa de homicídio, lesão corporal, tentativa de lesão corporal, resistência com violência, desacato, ameaça e dano ao patrimônio público. Sua defesa alega que não há provas com respaldo técnico de que as pedras arremessadas colocaram os policiais em risco. A juíza que expediu a decisão, ela própria viúva e tendo seu marido assassinado por bandidos, cita "'inversão de valores' e referência para jovens". Na prisão, Oruam foi obrigado a remover a tintura vermelha de seu cabelo. No dia 4 de agosto, Oruam foi transferido para uma cela compartilhada com presos da facção criminosa Comando Vermelho.
Em 8 de agosto, o MPRJ denunciou novamente Oruam pelo caso do cavalo de pau em frente a uma viatura da PM, pelos crimes de direção perigosa com habilitação suspensa e corrupção ativa. O promotor do caso pediu à Justiça a proibição do uso das redes sociais enquanto durar o processo e a suspensão judicial do direito de dirigir.

## Discografia

### Álbum de estúdio
- Liberdade (2025)